# Hafnerbach
Hafnerbach is een gemeente in de Oostenrijkse deelstaat Neder-Oostenrijk, gelegen in het district Sankt Pölten-Land (PL). De gemeente heeft ongeveer 1600 inwoners. Het omvat 18 kadastrale gemeentes, nl. Doppel, Hafnerbach, Hengstberg, Hoheneggerwald, Korning, Ober- en Untergraben, Oed, Pfaffing, Pielachhaag, Rannersdorf, Sasendorf, Stein-Eichberg, Thal, Weghof, Weinzierl, Wimpassing an der Pielach, Würmling en Zendorf.

## Geografie
Hafnerbach heeft een oppervlakte van 29,21 km². Het ligt in het noordoosten van het land, ten westen van de hoofdstad Wenen en in de buurt van de deelstaathoofdstad Sankt Pölten.

## Geschiedenis
In de oudheid maakte het gebied deel uit van Noricum. Er is een Romeinse grafsteen gevonden.
Altlengbach · Asperhofen · Böheimkirchen · Brand-Laaben · Eichgraben · Frankenfels · Gerersdorf · Hafnerbach · Haunoldstein · Herzogenburg · Hofstetten-Grünau · Inzersdorf-Getzersdorf · Kapelln · Karlstetten · Kasten bei Böheimkirchen · Kirchberg an der Pielach · Kirchstetten · Loich · Maria-Anzbach · Markersdorf-Haindorf · Michelbach · Neidling · Neulengbach · Neustift-Innermanzing · Nußdorf ob der Traisen · Ober-Grafendorf · Obritzberg-Rust · Perschling · Prinzersdorf · Pyhra · Rabenstein an der Pielach · Schwarzenbach an der Pielach · St. Margarethen an der Sierning · Statzendorf · Stössing · Traismauer · Weinburg · Wilhelmsburg · Wölbling
- Gemeinsame Normdatei: 4291055-9
- Virtual International Authority File: 249100547
- WorldCat: E39PCjqCWVCrMMqqb93k6h4d6X